# Venere (Carmen Consoli)
Venere è il secondo singolo estratto dall'album Confusa e felice della cantautrice catanese Carmen Consoli.
La canzone compare anche nell'album live Eco di sirene, pubblicato il 13 aprile 2018.

## Tracce
1. Venere
2. Confusa e felice (live)
3. Venere (live)